# Jon Birkfeldt
Jon Henrik Erik Birkfeldt (Helsingborg, 3 giugno 1996) è un calciatore svedese, difensore dell'Helsingborg.

## Carriera
Birkfeldt è inizialmente cresciuto nell'Eskilsminne IF, una squadra della città di Helsingborg, poi all'età di 14 anni è passato al settore giovanile della principale formazione cittadina ovvero l'Helsingborgs IF.
Nelle stagioni 2014 e 2015 è sceso in campo nella quarta serie nazionale con la maglia dell'HIF Akademi, una sorta di squadra di sviluppo dell'Helsingborgs IF nella quale venivano fatti crescere giovani prospetti.
Nell'ottobre del 2015 ha firmato un contratto biennale – valido dal successivo 1º gennaio – con l'Åtvidaberg, formazione che era appena retrocessa in Superettan. Nonostante egli avesse rinnovato fino al 2019, l'ultimo posto patito dal club nella Superettan 2017 e la conseguente retrocessione in terza serie lo hanno portato a lasciare l'Åtvidaberg a fine anno.
Birkfeldt ha poi trascorso la stagione 2018 tra le file dell'IFK Värnamo, altra formazione all'epoca militante in Superettan. L'accordo aveva una durata di due anni, ma anche in questo caso egli ha lasciato la squadra in anticipo rispetto alla scadenza contrattuale a seguito della retrocessione in terza serie.
Prima dell'inizio del campionato di Superettan 2019, il giocatore è approdato all'IK Frej con un contratto biennale. Anche in questa occasione, come già avvenuto nelle due precedenti parentesi, la squadra è scesa di categoria dalla seconda alla terza serie nazionale.
In vista della stagione 2020, il cartellino di Birkfeldt è stato rilevato con un accordo quadriennale dal Varberg, neopromosso club che si apprestava a disputare l'Allsvenskan per la prima volta nella propria storia. Egli ha così potuto disputare il suo primo campionato nella massima serie. Nel campionato seguente ha giocato solo 13 partite a causa di un problema al piede. Nell'Allsvenskan 2022 ha totalizzato 22 presenze, mentre nella prima parte del campionato seguente è stato poco utilizzato.
Il 28 agosto 2023 è stato così ceduto a titolo definitivo nell'Helsingborg, squadra della sua città natale che nel frattempo era scesa nel secondo campionato nazionale, quello di Superettan.